# Sitio de Aracillum
El sitio de Aracillum fue un bloqueo armado ocurrido en el invierno del año 25 a. C. por el que un ejército romano, liderado por Cayo Antistio Veto, asedió el castro cántabro de Aracillum en el marco de las guerras cántabras. La contienda finalizó con una victoria romana y fue quizá la batalla más importante.
Aracillum fue sometida a un fuerte asedio por los romanos, que acabarían por hacerse con el asentamiento. El castro cántabro resistió durante un tiempo a las cinco legiones romanas de Antistio que lo rodearon con tres campamentos. Los romanos construyeron más de veinte kilómetros de muros, empalizadas y trincheras para evitar la huida del enemigo. Ante esto la mayoría de los guerreros prefirieron suicidarse antes de morir de hambre o verse sometidos a la esclavitud. Tradicionalmente identificada con Aradillos, Campoo de Enmedio, no se ha encontrado en este lugar resto alguno que lo demuestre.